# Leszek Moczulski
Robert Leszek Moczulski (ur. 7 czerwca 1930 w Warszawie, zm. 10 października 2024 tamże) – polski dziennikarz, publicysta, polityk, historyk i geopolityk, doktor habilitowany nauk humanistycznych. Kandydat na urząd prezydenta RP w wyborach w 1990.
Działacz opozycji w okresie PRL, wielokrotnie aresztowany, łącznie przez około sześć lat więziony, w tym okresie z przyczyn politycznych. Współzałożyciel Ruchu Obrony Praw Człowieka i Obywatela, założyciel i wieloletni przywódca Konfederacji Polski Niepodległej. Poseł na Sejm I i II kadencji.
Używał pseudonimów Lem, Leszek Karpatowicz, Natalia Naruszewicz, Rt., Robert Trzywdar.

## Życiorys

### Młodość i działalność w Polsce Ludowej

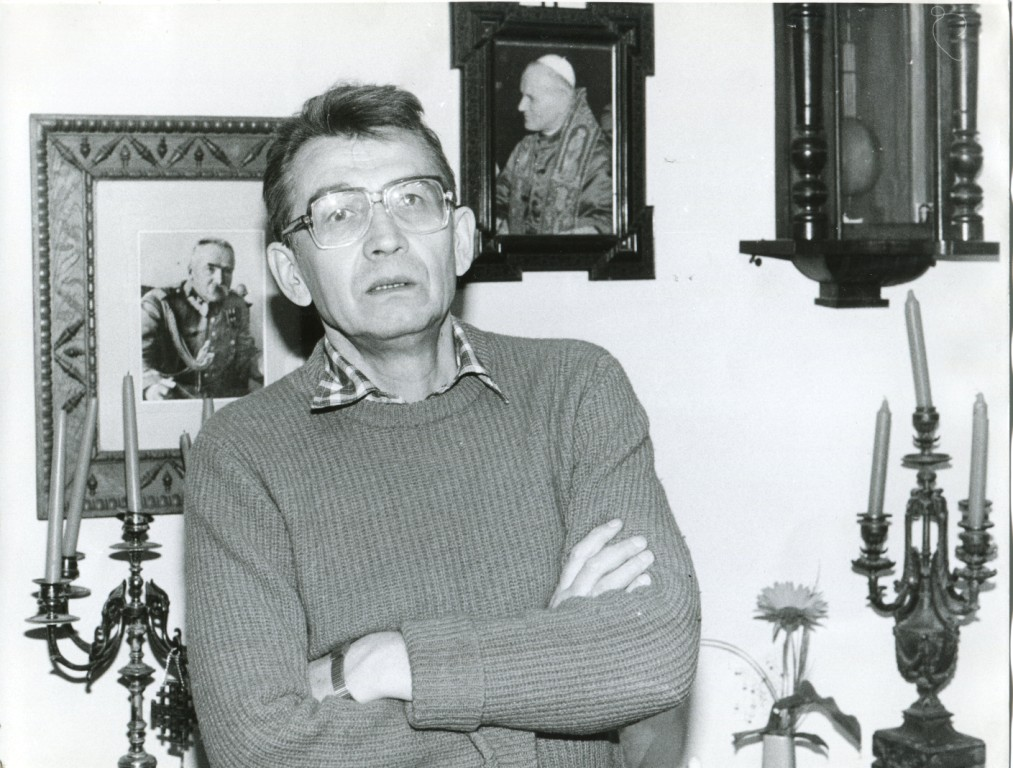
Leszek Moczulski w swoim gabinecie w warszawskim mieszkaniu

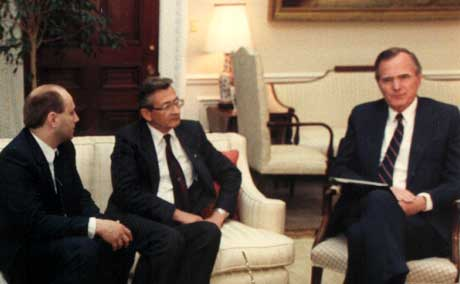
Leszek Moczulski (w środku) w Białym Domu w czasie spotkania z wiceprezydentem USA George’em Bushem (1987)

Syn Stanisława. Po wojnie Leszek Moczulski wraz z rodziną przeniósł się z Warszawy do Sopotu. W 1946 dołączył do młodzieżowej Podziemnej Zbrojnej Organizacji Antykomunistycznej w Sopocie. Wkrótce po powrocie do Warszawy podjął studia na Uniwersytecie Warszawskim. W 1947 wstąpił do Związku Walki Młodych. W 1948 został członkiem Polskiej Partii Robotniczej, a następnie Polskiej Zjednoczonej Partii Robotniczej. Został sekretarzem oddziałowej organizacji partyjnej PZPR na Wydziale Prawa UW. Z partii został wykluczony w 1950 za odchylenie prawicowo-nacjonalistyczne i popieranie Władysława Gomułki.
W 1952 ukończył studia prawnicze na Uniwersytecie Warszawskim, a w 1958 historię na tej samej uczelni. Jeszcze na studiach podjął pracę jako dziennikarz. W 1950 został praktykantem w „Trybunie Ludu”, w latach 1950–1953 dziennikarz „Życia Warszawy”, a w latach 1953–1954 pisał do tygodnika „Wieś”. W latach 1954–1955 pracował w Zakładzie Oczyszczania Miasta, był redaktorem gazet zakładowych. Od 1955 do 1957 dziennikarz tygodnika „Dookoła Świata”. Następnie do 1958 zatrudniony w Telewizji Polskiej. Po raz pierwszy tymczasowo aresztowano go w 1957 pod zarzutem szkalowania władz PRL w prasie zagranicznej, został uniewinniony od popełnienia tego czynu. Przez kilka lat był objęty zakazem wykonywania pracy dziennikarza, publikował wówczas pod pseudonimami, w tym jako Leszek Karpatowicz współpracował z miesięcznikiem „Więź”. W sierpniowym numerze tego czasopisma z 1959, poświęconym 20. rocznicy kampanii wrześniowej (Złudzenia i tragedie polityki Września), obok tekstów generała Romana Abrahama i Melchiora Wańkowicza ukazał się tekst Leszka Moczulskiego (pod pseudonimem Leszek Karpatowicz) pt. Polski plan wojny. Autor omawiał w nim założenia planu „Z”, kwestionując tezy propagandy komunistycznej, iż Polska w 1939 nie miała planu na wypadek wojny z Niemcami. Od 1961 do 1977 kierował działem historycznym tygodnika „Stolica”. W 1972 opublikował książkę Wojna polska 1939, w której m.in. bronił postępowania rządzącego Polską obozu sanacji w trakcie wojny obronnej oraz polityki zagranicznej prowadzonej przez Józefa Becka.
Leszek Moczulski podawał, że w latach 50. nawiązał kontakt z osobami z przedwojennego środowiska piłsudczyków, mających tworzyć konspiracyjny „nurt niepodległościowy” (m.in. z generałem Romanem Abrahamem). Według niego w połowie lat 60. został kierownikiem Akcji Historycznej „nn”. W 1973 wziął udział w pracach nad powołaniem Konwentu (weszli do niego też Romuald Szeremietiew, Andrzej Szomański, Ryszard Zieliński i Restytut Staniewicz). Konwent zadeklarował się jako komórka „nn” prowadząca do powołania jawnego ruchu politycznego, jego założenia Leszek Moczulski przedstawił 11 listopada tego samego roku w Poznaniu na zebraniu uczestników w prywatnym mieszkaniu. W 1976 opracował dokumenty programowe (Program 44 i Memoriał) w ramach działań prowadzących do utworzenia jawnej organizacji. Uczestniczył też w pracach nad powołaniem tajnego Nurtu Niepodległościowego (NN), wszedł w skład jego kierownictwa (Rombu). Brał udział w poświęconych współpracy rozmowach z przedstawicielami Komitetu Obrony Robotników.
Prace te w marcu 1977 zakończyły się założeniem Ruchu Obrony Praw Człowieka i Obywatela, którego Leszek Moczulski został rzecznikiem (obok Andrzeja Czumy). W kwietniu tego samego roku wszedł w skład redakcji nowo powstałego periodyku ROPCiO, pisma „Opinia”. Wkrótce zaczął narastać konflikt między nim i Andrzejem Czumą, co doprowadziło w 1978 do rozwiązania NN w czerwcu i usunięcia Leszka Moczulskiego z redakcji „Opinii”. W tym samym miesiącu grupa skupiona wokół niego zaczęła wydawać drugoobiegowe czasopismo „Droga”, a w 1979 kolejny periodyk pod nazwą „Gazeta Polska”.
W 1978 stronnicy Leszka Moczulskiego utworzyli w ramach ROPCiO Zespoły Inicjatywy Obywatelskiej (ZINO). W grudniu tego samego roku doszło do ostatecznego rozłamu w Ruchu Obrony Praw Człowieka i Obywatela, kiedy to odbyły się odrębne spotkania ogólnopolskie zwolenników obu rzeczników tej organizacji. W siódmym numerze „Drogi” z czerwca 1979 Leszek Moczulski opublikował tekst Rewolucja bez rewolucji, stanowiący manifest programowy kształtującej się wówczas nowej organizacji. Nazywał w nim PRL „formą władztwa radzieckiego nad Polską”, postulując stopniową budowę „Trzeciej Rzeczypospolitej” na drodze pokojowej.
We wrześniu tego samego roku założył Konfederację Polski Niepodległej, którą kierował przez ponad 20 lat w okresie PRL i następnie w III RP. Równocześnie współpracował z Wolnymi Związkami Zawodowymi Wybrzeża, dostarczając prasę i pisząc pozwy do sądu, m.in. w obronie Anny Walentynowicz. W lutym 1980 był jedną z ośmiu osób, które KPN bez powodzenia usiłowała zarejestrować jako kandydatów w wyborach do Sejmu PRL. W sierpniu tego samego roku przebywał w Gdańsku, opracował broszurę Walka strajkowa w Polsce – rok 1980, stanowiącą szeroką instrukcję dla strajkujących robotników. 20 sierpnia 1980 Moczulski został tymczasowo aresztowany, zwolniono go 1 września 1980 po podpisaniu porozumień sierpniowych (przewidujących uwolnienie wszystkich więźniów politycznych). Już 23 września 1980 został ponownie aresztowany; od tego czasu przebywał w więzieniu (z kilkoma przerwami) do czasu ogłoszenia amnestii w lipcu 1986. Pretekstem do jego zatrzymania stał się wywiad udzielony zachodnioniemieckiemu dziennikowi „Der Spiegel”. Wkrótce po aresztowaniu we wrześniu 1980 oświadczenia domagające się uwolnienia Leszka Moczulskiego wydały KPN, KSS KOR, RMP i ROPCiO, a Ruch Wolnych Demokratów wystosował w tej sprawie list do MSW. Leszek Moczulski został zwolniony 6 czerwca 1981 (na okres do 9 lipca 1981) po akcjach protestacyjnych zorganizowanych przez Komitety Obrony Więzionych za Przekonania oraz działaniach prymasa Stefana Wyszyńskiego.
Wraz z zespołem ekonomicznym KPN opracował Plan stabilizacji gospodarki, wolnorynkowy program ekonomiczny mający wyprowadzić Polskę z pogłębiającego się kryzysu gospodarczego. 2 października 1981, w imieniu ponownie więzionego wówczas Leszka Moczulskiego, projekt został przedstawiony na I Krajowym Zjeździe Delegatów NSZZ „Solidarność” przez członka władz KPN Jacka Jerza i wniesiony do Komisji Programowej I KZD jako podstawa programowa do opracowania programu gospodarczego związku (obok tzw. programu alternatywnego autorstwa profesora Stefana Kurowskiego).
Wcześniej ponownego aresztowania przywódcy KPN miał domagać się osobiście Leonid Breżniew w czasie rozmów ze Stanisławem Kanią w połowie czerwca i na początku lipca 1981. 15 czerwca 1981 rozpoczął się tzw. pierwszy proces KPN, początkowo przed Sądem Wojewódzkim w Warszawie, a po wprowadzeniu stanu wojennego przed Sądem Warszawskiego Okręgu Wojskowego. Wyrokiem z 8 października 1982 Leszek Moczulski został skazany na karę 7 lat pozbawienia wolności za to, że „działając w celu obalenia przemocą ustroju PRL, osłabienia kraju przez zerwanie jedności sojuszniczej z ZSRR, podjął czynności przygotowawcze do osiągnięcia tego celu przez utworzenie nielegalnego związku pod nazwą Konfederacja Polski Niepodległej (…)”. Karę tę odbywał w Zakładzie Karnym w Barczewie do sierpnia 1984, kiedy to został zwolniony na mocy amnestii. Po zwolnieniu przystąpił do reaktywacji struktur ogólnopolskich KPN. Na drugim kongresie (22 grudnia 1984 w Warszawie) został ponownie wybrany na przewodniczącego rady politycznej. Już 9 marca 1985 ponownie go aresztowano, a 22 kwietnia 1986 skazano na karę 4 lat pozbawienia wolności w tzw. drugim procesie kierownictwa KPN. Zwolniono go na mocy kolejnej amnestii we wrześniu 1986.
Po interwencji brytyjskich parlamentarzystów w Warszawie Leszek Moczulski dostał paszport celem leczenia za granicą. W pierwszej połowie 1987 przebywał w Wielkiej Brytanii, Francji, USA i Kanadzie. Spotkał się m.in. z wiceprezydentem USA George’em Bushem, innymi politykami, środowiskami polonijnymi. Wygłosił wykłady na kilku uczelniach, a „The Washington Post” wydrukował jego artykuł.
Nie wziął udziału w rozmowach Okrągłego Stołu, pozostał krytyczny do poczynionych tam ustaleń. Wziął jednak udział w tzw. wyborach kontraktowych, bezskutecznie kandydując jako reprezentant KPN w jednym z krakowskich okręgów, w którym z ramienia Komitetu Obywatelskiego przy Lechu Wałęsie startował Jan Rokita. Leszek Moczulski otrzymał wówczas 20 618 głosów (10,16%).

### Działalność w III RP

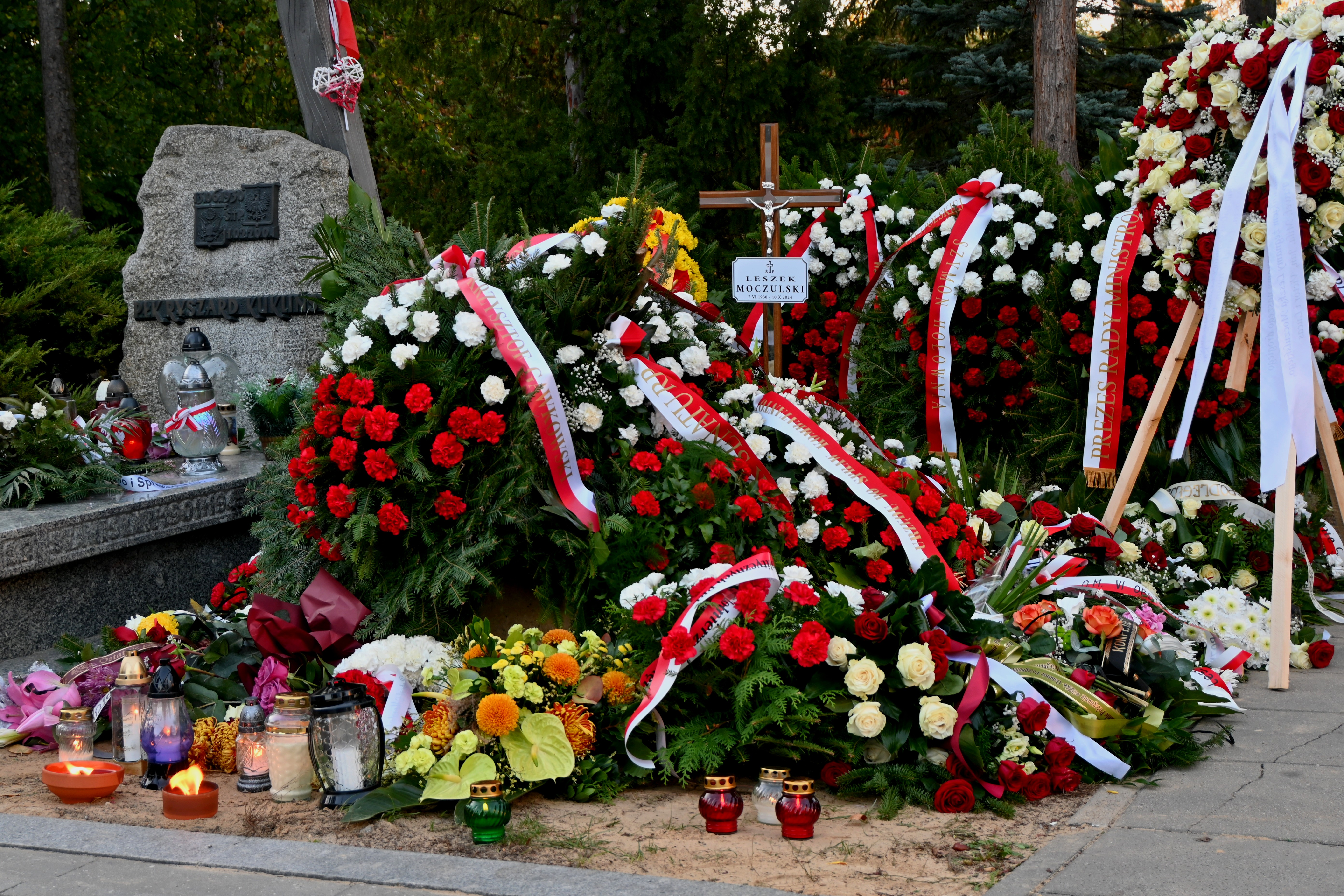
Grób Leszka Moczulskiego na cmentarzu Wojskowym na Powązkach w Warszawie w dniu pogrzebu

W 1990 wystartował w wyborach prezydenckich. Zajął ostatnie, 6. miejsce, zdobywając 411 516 głosów (2,50%). W latach 1991–1997 sprawował mandat posła na Sejm I i II kadencji, wybieranego w okręgach krakowskich: nr 33 i nr 21 z ramienia Konfederacji Polski Niepodległej. Występując w Sejmie, w jednym z przemówień rozwinął skrót PZPR jako Płatni Zdrajcy, Pachołki Rosji.
W 1994 wraz z frakcją parlamentarną KPN organizował pomoc dla Czeczenii, był współzałożycielem Czeczeńskiego Ośrodka Informacyjnego. Po licznych rozłamach w partii i nieudanym akcesie do AWS wycofał się z aktywnej polityki. Bez powodzenia kandydował w 2001 do Senatu (z własnego komitetu) oraz w 2004 do PE (z listy Narodowego Komitetu Wyborczego Wyborców).
W 1992 został umieszczony na tzw. liście Macierewicza. Po uchwaleniu ustawy lustracyjnej w 1999 jako pierwszy w Polsce złożył wniosek do sądu o tzw. autolustrację. W 2001 sąd I instancji uznał, że jego oświadczenie lustracyjne zaprzeczające współpracy z SB jest prawdziwe, jednak sąd II instancji uchylił ten wyrok i przekazał sprawę do ponownego rozpoznania. W 2005 sąd lustracyjny I instancji stwierdził, że Leszek Moczulski w latach 1969–1977 jednak był tajnym współpracownikiem SB jako TW Lech. Wyrok ten uprawomocnił 12 września 2006 sąd II instancji, odrzucając tezę lidera KPN o fałszowaniu dokumentów. Kasacja Leszka Moczulskiego została ostatecznie oddalona przez Sąd Najwyższy 17 kwietnia 2008. W ustnych motywach tego orzeczenia stwierdzono, że „przekazywane informacje nie muszą być dla SB szczególnie istotne”. Nadto wskazano, iż „(…) nie można mówić, by był on jednocześnie agentem i działaczem opozycji”. W kwietniu 2011 Europejski Trybunał Praw Człowieka w Strasburgu orzekł, że proces lustracyjny Leszka Moczulskiego naruszał prawo do rzetelnego procesu gwarantowane postanowieniami EKPC poprzez ograniczenie prawa do obrony. W związku z tym wyrokiem Sąd Najwyższy w 2012 uchylił orzeczenia stwierdzające, że Leszek Moczulski współpracował z SB w latach 1969–1977, a jego sprawę przekazał Sądowi Okręgowemu w Warszawie jako sądowi I instancji do ponownego rozpoznania. W czerwcu 2013 rozpoczął się trzeci proces autolustracyjny Leszka Moczulskiego. W 2018, kiedy postępowanie nadal nie zostało zakończone w I instancji, Leszek Moczulski cofnął wniosek o autolustrację, motywując to pogarszającym się stanem zdrowia; skutkowało to umorzeniem postępowania. Niezdolność sądów do zlustrowania przewodniczącego KPN przez okres prawie 20 lat w publicystyce określono jako ostateczną klęskę sądowej lustracji w Polsce.
W 2005 w Akademii Humanistycznej im. Aleksandra Gieysztora w Pułtusku obronił pracę doktorską pt. Geopolityka. Dzieje myśli i stan obecny dyscypliny (której promotorem był Bronisław Geremek), uzyskując stopień naukowy doktora nauk humanistycznych w zakresie nauk o polityce. Praca doktorska została oparta na publikacji Geopolityka. Potęga w czasie i przestrzeni, stanowiącej podstawową współczesną polską syntezę geopolityki. Habilitował się w Instytucie Historii Polskiej Akademii Nauk w 2009. W tym samym roku został honorowym prezesem Polskiego Towarzystwa Geopolitycznego.
W 2014 był współzałożycielem Komitetu Obywatelskiego Solidarności z Ukrainą (KOSzU). W grudniu 2019 wystosował oświadczenie, w którym wyraził oburzenie z powodu udekorowania prezesa NIK Mariana Banasia Krzyżem „Zasłużony dla KPN”, przyznanym przez kapitułę tego odznaczenia z okazji 40-lecia powstania Konfederacji Polski Niepodległej.
Został pochowany na cmentarzu Wojskowym na Powązkach w Warszawie.

## Odznaczenia
W 2015 prezydent Bronisław Komorowski odznaczył Leszka Moczulskiego Krzyżem Wielkim Orderu Odrodzenia Polski. W 1987 został wyróżniony przez prezydenta RP na uchodźstwie Kazimierza Sabbata Krzyżem Oficerskim tego orderu.

## Publikacje
- Przegrana bitwa, Wydawnictwo MON, Warszawa 1966, seria Biblioteka Żółtego Tygrysa.
- Miecz Nibelungów. Zarys historii armii pruskiej i niemieckiej 1618-1967, Wydawnictwo MON, Warszawa 1968.
- Dylematy. Wstęp do historii Europy Zachodniej 1945–1970, Wydawnictwo MON, Warszawa 1971.
- Wojna polska 1939, Wydawnictwo Poznańskie, Poznań 1972, Bellona, Warszawa 2009, ISBN 978-83-11-11584-2.
- Rewolucja bez rewolucji, „Droga” (pierwodruk, drugi obieg) 1979.
- Geopolityka. Potęga w czasie i przestrzeni, Bellona, Warszawa 1999, ISBN 978-83-11-08898-6.
- Lustracja. Rzecz o teraźniejszości i przeszłości, Oficyna Wydawnicza „Rytm”, Warszawa 2001, ISBN 978-83-88794-33-9.
- Narodziny Międzymorza, Bellona, Warszawa 2007, ISBN 978-83-11-10826-4.
- Przerwane powstanie polskie 1914, Bellona, Warszawa 2010, ISBN 978-83-11-11872-0.
- Wojna prewencyjna. Czy Piłsudski planował najazd na Niemcy?, Bellona, Warszawa 2017, ISBN 978-83-11-15164-2.
- Narodziny Międzymorza. Ukształtowanie ojczyzn, powstanie państw, Zona Zero, Warszawa 2019, ISBN 978-83-66177-56-7.